# جنيفر شاندلير
جنيفر شاندلير (بالإنجليزية: Jennifer Chandler) هي غطاسة أمريكية، ولدت في 13 يونيو 1959 في فالي في الولايات المتحدة.

## وصلات خارجية
- جنيفر شاندلير على موقع الاتحاد الدولي للسباحة (الإنجليزية)
- جنيفر شاندلير على موقع قاعة مشاهير السباحة العالمية (الإنجليزية)
- جنيفر شاندلير على موقع اللجنة الأولمبية الدولية (الإنجليزية)
- جنيفر شاندلير على موقع أوليمبيديا (الإنجليزية)
- جنيفر شاندلير على موقع قاعة ألاباما للمشاهير الرياضية (مؤرشف) (الإنجليزية)